# Buràkova
Buràkova (en rus: Буракова) és un poble (possiólok) de l'óblast d'Irkutsk, a Rússia, que el 2010 tenia 54 habitants.